# NGC 3918
NGC 3918 је планетарна маглина у сазвежђу Кентаур која се налази на NGC листи објеката дубоког неба.
Деклинација објекта је - 57° 10' 55" а ректасцензија 11h 50m 17,8s. Привидна величина (магнитуда) објекта NGC 3918 износи 8,1 а фотографска магнитуда 8,4. NGC 3918 је још познат и под ознакама PK 294+4.1, ESO 170-PN13, AM 1147-565, CS=10., Blue planetary.